# Justizkanzlei Aurich
Die Justizkanzlei Aurich war eine Justizkanzlei im Königreich Hannover mit Sitz in Aurich.

## Geschichte
Die Grafschaft Ostfriesland war 1744 preußisch geworden. In der Franzosenzeit wechselten die Besitzer rasch, zuletzt war das Gebiet 1811 bis 1813 als Département Ems-Oriental Teil des französischen Kaiserreichs. Nun wurden die alten Verwaltungs- und Gerichtsorganisationen aufgehoben und für die Verwaltung nach französischem Recht das Arrondissement Aurich und für die Rechtsprechung Tribunal erster Instanz Aurich. Darunter waren für die vier Kantone Friedensgerichte eingerichtet.
1813 eroberten preußische Truppen das Gebiet zurück. Im Rahmen der Vereinbarungen des Wiener Kongresses erhielt 1815 das Königreich Hannover die Herrschaft über Ostfriesland. Als Eingangsgerichte dienten nun wieder die Ämter (die in Justizangelegenheiten als Justizämter bezeichnet wurden) und Patrimonialgerichte. Als Instanzengerichte wurden Justizkanzleien eingerichtet, darunter die Justizkanzlei Aurich. Die Justizkanzlei Aurich war für das Fürstentum Ostfriesland und das Harlingerland zuständig. Ihm waren die Justizämter Aurich, Berum, Emden, Friedeburg, Greetsiel, Jemgum, Leer, Norden, Stickhausen und Weener nachgeordnet. In Aurich befand sich neben der Justizkanzlei noch die Landdrostei Aurich und das Konsistorium Aurich, die beide Gerichtsfunktionen wahrnahmen.
Der Justizkanzlei Aurich war das Oberappellationsgericht Celle übergeordnet. Am Gericht waren ein Direktor, sieben Räte und Assessoren als Richter angestellt. Es galt (aufgrund der preußischen Geschichte) das Allgemeine Landrecht für die Preußischen Staaten.
Nach der Revolution von 1848 wurde im Königreich Hannover die Rechtsprechung von der Verwaltung getrennt und die Patrimonialgerichtsbarkeit abgeschafft. Die Justizkanzleien wurden aufgehoben und durch Obergerichte ersetzt. Entsprechend entstand in Aurich das Obergericht Aurich.